# Bai Qiuming
Bai Qiuming (Anda, 30 augustus 1994) is een voormalig Chineese langebaanschaatser.
Hij kwam in februari 2014 voor China uit op de Olympische Winterspelen 2014. Hij behaalde op de 500m en eindigde hier met een tijd van in totaal 71,45 seconden wat hem de 35ste plaats opleverde.

## Carrière

### Olympische Winterspelen

#### 2014
| Afstand | Datum            | Eindtijd | Eindplaats |
| ------- | ---------------- | -------- | ---------- |
| 500m    | 10 februari 2014 | 71,45    | 35         |

## Persoonlijke records
Dit zijn de persoonlijke records van Bai Qiuming.
| Afstand    | Tijd    | Datum            | Baan           |
| ---------- | ------- | ---------------- | -------------- |
| 500 meter  | 34,79   | 15 november 2013 | Salt Lake City |
| 1000 meter | 1.13,25 | 13 oktober 2013  | Changchun      |
| 1500 meter | 1.59,59 | 10 december 2011 | Changchun      |
| 3000 meter | 4.42,47 | 9 december 2011  | Changchun      |